# Johannes Althusius

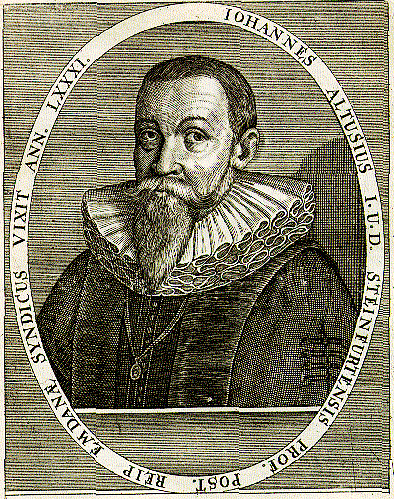
Johannes Althusius, Kupferstich 1650

Johannes Althusius (auch: Althaus, Alphusius; * 1563 in Diedenshausen; † 12. August 1638 in Emden) war ein deutscher Rechtsgelehrter, calvinistischer Staatstheoretiker und ab 1604 Stadtsyndikus und Stadtpolitiker in Emden.

## Leben und Werdegang
Johannes Althusius entstammte einer bäuerlichen Familie aus der Grafschaft Sayn-Wittgenstein. Der Vater, Hans Althaus, war wohl der gräfliche Wollaufkäufer und Mühlenbesitzer in Diedenshausen bei der Residenzstadt Berleburg. Althusius besuchte von 1577 an das Gymnasium Philippinum in Marburg und war 1581 an der Kölner Artistenfakultät eingeschrieben. Danach studierte er Rechtswissenschaft in Basel, wo er Gast im Hause des Theologen Johann Jacob Grynäus war und im Humanistenkreis des Basilius Amerbach verkehrte.
Ein Studienaufenthalt in Genf, bei dem Althusius auch den französischen Juristen und Monarchomachen François Hotman und den Pandektisten Dionysius Gothofredus 1585/86 kennengelernt haben könnte, wird als naheliegend angesehen, ist aber nicht nachgewiesen. Nach seiner Promotion zum Doktor der Rechte in Basel 1586 wurde Althusius auf Grund seiner Erstlingsschrift De arte Jurisprudentiae Romanae methodice digestae libri II (Basel 1586), in der er sich zur Methode des empirischen Realismus bekannte, wie sie der französische Logiker Petrus Ramus entwickelt hatte, im gleichen Jahr als erster Rechtsgelehrter an die 1584 von Graf Johann VI. dem Älteren von Nassau-Dillenburg gegründete calvinistisch-reformierte nassauische Hohe Schule in Herborn berufen, die von der Föderaltheologie geprägt war.
An der Hohen Schule In Herborn, die nach dem nassauischen Landesherrn Graf Johann VI. 'Johannea' genannt wurde, war Althusius neben seiner 1588 erlangten Rechtsprofessur auch als gräflicher Rat und Rechtsberater für seinen nassauischen Landesherrn, den Grafen Johann VI. den Älteren, einen Bruder des Prinzen Wilhelm von Oranien, tätig. 1592 folgte Althusius einem Ruf an die neugegründete calvinistische Hohe Schule in Burg-Steinfurt, das Gymnasium Arnoldinum. 1596 kehrte er an die nassauische Hohe Schule zurück, die 1594 von Herborn nach Siegen verlegt worden war. 1599/1600 war Althusius Rektor der nassauischen Hohen Schule in Siegen, die um diese Zeit teilweise bereits wieder nach Herborn zurückverlegt worden war. Im Jahr 1602 amtierte Althusius erneut als Rektor der inzwischen ganz nach Herborn zurückverlegten nassauischen Hohen Schule. Im Jahr 1603 erschien sein Hauptwerk, die Politica Methodice Digesta.
Ein Jahr darauf, 1604, wurde Althusius Stadtsyndikus der wegen ihrer calvinistisch-reformierten Prägung als „Genf des Nordens“ bezeichneten Hafen- und Handelsstadt Emden. Er blieb dies bis ins hohe Alter, lehnte mehrere Rufe als Rechtsgelehrter an holländische Universitäten ab und lebte bis zu seinem Tod in seiner Wahlheimat Emden.
Nach seiner Rückkehr von Burg-Steinfurt an die nach Siegen verlegte nassauische Hohe Schule heiratete Althusius die Witwe Margarethe Keßler, geborene Neurath (1574–1624), Tochter des Siegener Rentmeisters Friedrich Neurath, mit der er sechs Kinder bekam.

## Wissenschaftliches Werk
Althusius ist Gegenstand einer kontrovers geführten Debatte um seine Anschauungen zu zentralen Begriffen seiner Arbeiten. So wird über die Einordnung seiner Texte zur Wahl von Regierungsformen diskutiert, zur Bestimmung des Souveräns und zur Bedeutung der Gewaltenteilung. Auch wird über seine Überzeugungen zu den Einflussgrenzen des Naturrechts oder die Inkonvenienz der Grenzziehung der Befugnisse von Staat und Religion gestritten. In vielerlei Hinsicht tun sich bei Althusius zudem gedankliche Unvereinbarkeiten und Widersprüche auf. In diesem Sinne wird versucht, die Abwägungen der neueren Forschung zu bevorzugen, denn weder kommt eine richtungsweisende „Althusius-Philologie“ zum Tragen, noch bestand (bei einer Vielzahl von Beiträgen zu Althusius) stets die für eine würdigende Beurteilung notwendige „Textnähe“.
Althusius entwickelte mit einem calvinistisch beeinflussten Staats- und Naturrechtsverständnis die erste normative und systematische Staatstheorie der ständischen Monarchie in der frühen Neuzeit. Der früher als prägend angesehene Einfluss der Bundes- und Föderaltheologie, die besonders an der nassauischen Hohen Schule von bedeutenden Theologen gelehrt wurde, auf sein politisch-rechtliches Denken ist in der neueren Rezeption der Politiklehre des Althusius relativiert und der grundlegende und konstitutive Einfluss auf sein Werk durch eine bestimmende calvinistisch-reformierte Orientierung in Frage gestellt worden. Althusius unterlag noch einer theozentrischen Orientierung. Diese stand in der Tradition der hergebrachten scholastischen Rechtsmetaphysik, vermittelt war sie ihm durch den Ramismus, der auf Petrus Ramus zurückging und sich mit der seinerzeit vornehmlich rezipierten aristotelischen Wissenschafts- und Methodenlehre des Lehrbetriebs der Universität Padua auseinanderzusetzen hatte. Seine von der Nachwelt als zentral nachgezeichnete Forderung, die Volkssouveränität gegen den Fürstenstaat zu stellen, rechtfertigte er aus der Tiefe moraltheologischer Begründungsmuster, aus der Schöpfungsordnung. Althusius und Calvin trennten weitere Punkte, insbesondere war Althusius kein Verfassungsrelativist, leitete die Legitimation von „Obrigkeit“ aus den sozialen Lebensnotwendigkeiten her und nivellierte „Kirche“ zu einem gewöhnlichen Bestandteil der politischen Gemeinschaft, nachdem er die Trennung von Staat und Kirche aufgehoben hatte. Nur für die religiöse Seite der politischen Gemeinschaft bemühte Althusius auch die Föderaltheologie.
Für die Würdigung seines Einflusses auf die klassische Naturrechtslehre des Alten Reichs ist sein 1617 erschienenes Werk Dicaelogicae Libri Tres erwähnenswert. Es entstand und erschien zur Zeit der epochalen Werke von Grotius (De iure belli ac pacis; 1625) und Hobbes (Leviathan; 1651). Auch mathematisch-naturwissenschaftliche Erkenntnisse und Methoden Galileis und Descartes sind nicht unberücksichtigt geblieben. Franz Wieacker beschreibt Althusius im rechtsgeschichtlichen Kontext auch als Wegbereiter und Begründer des aus dem Naturrecht geborenen Vernunftrechts, betont dabei dessen Verdienste für die „älteste Freiheitsideologie der deutschen Verfassungslehre“, macht genauso aber darauf aufmerksam, dass Althusius noch der kritische Ansatz für seine „idealistische Ideenschau“ gefehlt habe und die Spätrenaissance insoweit nicht zu überwinden vermochte.
Mit seinem Hauptwerk, der Politica Methodice Digesta, gilt Althusius als der bedeutendste politische Theoretiker des Calvinismus und wird als bedeutender Föderalismus-Theoretiker des 16. und 17. Jahrhunderts angesehen. Ideengeschichtlich werden Althusius mit seinem Ständestaatsmodell Anstöße auf die frühe Entwicklung der Föderalismustheorie zugeschrieben, die sein gestuftes Ordnungskonzept vom Staatsaufbau wirkungsgeschichtlich auch als einen frühneuzeitlichen Beitrag zur Entwicklung des Subsidiaritätsprinzips erkennbar machen.
In seiner erstmals 1603 erschienenen Politica Methodice Digesta, deren dritte Auflage von 1614 unter Einbeziehung seiner politischen Praxis in Emden als die wichtigste angesehen wird, entwickelte Althusius innerhalb seiner ständisch-korporativistischen Staatstheorie eine „consoziale“, gemeinschaftsorientierte Staats- und Gesellschaftslehre, in welcher er eine von unten nach oben aufgebaute, stufenweise Vergemeinschaftung (consociatio) von der Familie über die Stände und Provinzen bis zum Staat entwarf. In den Einzelheiten, ist vieles umstritten, da Althusius beispielsweise zu keinen klaren Kompetenzabgrenzungen kommt. Innerhalb dieser Ordnung jedenfalls sind die Individuen, die den Geboten Gottes zu gehorchen haben, in der Souveränität des Staatsvolkes im Sinne eines organischen Volkskörpers miteinander verbunden. Dieser Staatsentwurf wurde in den folgenden Jahrzehnten zur Grundlage der speziell im deutschen Raum, insbesondere von Johannes Limnäus, entwickelten Staatstheorie der dualen Souveränität. Unklar ist, ob Althusius dabei als Protagonist wirkte, oder ob er seine vernehmliche Stimme in einem Umfeld von Zeitgenossen erhob, etwa Casmann, Hoenonius, Timpler oder Alstedt.
Das Souveränitätsverständnis des teilweise an Calvin angelehnten Althusius wird in der politischen Theoriengeschichte als Gegenentwurf zur Staatstheorie des monarchisch-absolutistisch denkenden französischen Souveränitätstheoretikers Jean Bodin angesehen, der den Fürsten als alleinigen und ausschließlichen Inhaber der Staatsgewalt betrachtete. Staatsgewalt bedeutete für Bodin: „Der Staat ist die dem Recht gemäß geführte und mit souveräner Gewalt ausgestattete Regierung einer Vielzahl von Familien und dessen, was ihnen gemeinsam ist“. Die Rechtmäßigkeit der Regierung hatte in Übereinstimmung mit dem Naturrecht zu stehen; nicht die äußere Wohlfahrt war oberster Staatszweck, sondern das „wahre“ Glück des Menschen. Demgegenüber ordnete Althusius die Souveränitätsrechte dem Reich (regnum), Gemeinwesen (respublica) beziehungsweise Volk (populus) zu. Das Verständnis von der Volkssouveränität ist bei Althusius noch nicht mit individuellen Rechten einzelner Bürger verbunden, wie sie erst später im rationalen Naturrecht und in der kontraktualistischen Vertragstheorie zum Ausdruck kommen. Seine an die Monarchomachen angelehnte Vorstellung vom Widerstandsrecht gegen tyrannische Herrscher beschränkt sich auf die Vertreter der Stände und die Amtsträger der monarchisch-ständischen Herrschaftsordnung. In diesem Zusammenhang polemisierte Althusius gegen Bodin – dem er ursprünglich Hochachtung zollte – nochmals, denn er kritisierte dessen Vermischung der Identitäten „Politik“ und „Jurisprudenz“ nach antikem Vorbild scharf. Da er eine klare Trennung der Disziplinen einforderte, kamen ihm auch die späthumanistischen Vorstellungen nur in Teilen entgegen.
Althusius wird in der politischen Ideengeschichte vorwiegend als Übergangstheoretiker wahrgenommen, der die ausgereifteste und systematischste Staatstheorie des frühneuzeitlichen Ständestaates verfasst hat, den Durchbruch zum modernen Verfassungsstaat und zum neuzeitlichen Demokratieverständnis mit seinem Staatsmodell aber noch nicht vollzogen hat. Der wirkungsgeschichtliche Einfluss der Staatsrechtslehre des Althusius, die im universitären Schrifttum zunächst noch größere Verbreitung fand, blieb in der Zeit des aufkommenden Absolutismus im 17. Jahrhundert vorwiegend auf das calvinistische Umfeld – insbesondere in Deutschland und den Niederlanden sowie westeuropäischen Ländern bis Schottland – begrenzt.

## Nachleben und Gedenken
Die 1959 in Münster gegründete Johannes-Althusius-Gesellschaft, Gesellschaft zur Erforschung der Naturrechtslehren und der Verfassungsgeschichte des 16. bis 18. Jahrhunderts, erforscht, ausgehend von Leben und Werk des Althusius die Rechts- und Staatslehren sowie die Rechts- und Verfassungsgeschichte der frühen Neuzeit als einer bis in die Gegenwart fortwirkenden Epoche gesamteuropäischen rechtlichen und politischen Denkens.
In seinem Geburtsort Diedenshausen, einem Ortsteil von Bad Berleburg, wurde Althusius im Heimathaus des Dorfes eine Gedenkstätte eingerichtet. Die Stadt Bad Berleburg benannte ihr Gymnasium im Jahr 1962 nach Johannes Althusius. Auch in Emden wurde das Gymnasium, dessen Vorläufer als Lateinschule bis ins 15. Jahrhundert zurückreicht, im Jahr 1972 in Johannes-Althusius-Gymnasium umbenannt.

## Ausgewählte Literatur
Hauptwerke
- Iuris romanis libri duo. Ad leges Methodi Rameae conformati. Basilea, 1586 (Digitalisat)
- De civilis Conversationis Libri Duo:[17] Methodicé digesti et exemplis sacris et profanis passim illustrati. Hanoviae (Hanau), 1601.
- Politica Methodice digesta et exemplis sacris et profanis illustrata: Cui in fine adjuncta est Oratio panegyrica de utilitate, necessitate et antiquitate scholarum. Herbonae Nassoviorum, 1603 (Digitalisat)
- Dicaelogicae Libri Tres:[17] Totum et universum Jus, quo utimur Methodicé complectentes. Herbonae Nassoviorum 1617.

Werkausgaben und Teil-Übersetzungen (englisch und deutsch) der Politica
- Politica Methodice Digesta of Johannes Althusius (Althaus). Reprinted from the Third Edition of 1614 – Augmented by the Preface to the First Edition of 1603 and by 21 hitherto unpublished Letters of the Author, with an Introduction by Carl Joachim Friedrich, Harvard University Press, Cambridge 1932.
- Johannes Althusius: Grundbegriffe der Politik. In: Erik Wolf (Hrsg.): Politica methodice digesta 1603. Frankfurt am Main 1948.
- The Politics of Johannes Althusius. An abridged translation of the Third Edition of Politica Methodice Digesta. Translated, with an Introduction by Frederick S. Carney. Preface by Carl J. Friedrich, Boston 1964 (London 1965).
- Politica Johannes Althusius. An Abridged Translation of Politics Methodically Set Forth and Illustrated with Sacred and Profane Examples. Edited And Translation, with An Introduction by Frederick S. Carney. Foreword by Daniel J. Elazar, Indianapolis 1995.
- Johannes Althusius Politik. Dt. Teilübersetzung der Politica des Johannes Althusius von Heinrich Janssen, in Auswahl herausgegeben, überarbeitet und eingeleitet von Dieter Wyduckel. (Einführung mit Althusius-Biographie und neuerem Literaturüberblick). Berlin 2003, ISBN 3-428-11159-1.

Sekundärliteratur
- Otto von Gierke: Johannes Althusius und die Entwicklung der naturrechtlichen Staatstheorie. Berlin 1880 (unveränderte 7. Auflage Aalen 1981).
- Carl Joachim Friedrich: Johannes Althusius. Politica Methodice Digesta of Johannes Althusius (Althaus) with an Introduction and an sketch of the life and environment and of the literary background of Althusius. Harvard, Cambridge/Mass. 1932 (s. o.).
- Erik Wolf: Johannes Althusius. In: ders.: Große Rechtsdenker der deutschen Geistesgeschichte. Tübingen 1939 (4. Auflage 1963), S. 177–219.
- Heinz Antholz: Die politische Wirksamkeit des Johannes Althusius in Emden. Dissertation. Universität zu Köln, Aurich 1955.
- Ernst Reibstein: Johannes Althusius als Fortsetzer der Schule von Salamanca. Untersuchungen zur Ideengeschichte des Rechtsstaates und zur altprotestantischen Naturrechtslehre (= Freiburger rechts- und staatswissenschaftliche Abhandlungen. Band 5). C. F. Müller, Karlsruhe 1955.
- Peter Jochen Winters: Die Politik des Johannes Althusius und ihre zeitgenössischen Quellen. Dissertation Universität Freiburg, Freiburg/Br. 1963.
- Hans Ulrich Scupin, Ulrich Scheuner (Hrsg.): Althusius-Bibliographie. Bearbeitet von Dieter Wyduckel. 2 Bde., Berlin 1973.
- Carl Joachim Friedrich: Johannes Althusius und sein Werk im Rahmen der Entwicklung der Theorie von der Politik. Duncker und Humblot, Berlin 1975.
- Quentin Skinner: The foundations of modern political thought. Band 2, Cambridge 1978.
- Michael Behnen: Herrscherbild und Herrschaftstechnik in der ‚Politica‘ des Johannes Althusius. In: Zeitschrift für Historische Forschung. 11 (1984), S. 417–472.
- Hasso Hofmann: Repräsentation in der Staatslehre der frühen Neuzeit – Zur Frage des Repräsentationsprinzips in der ‚Politica‘ des Johannes Althusius. In: Hasso Hofmann: Recht – Politik – Verfassung. Studien zur Geschichte der politischen Philosophie. Frankfurt 1986, S. 1–30.
- Daniel J. Elazar (Hrsg.): Federalism as Grand Design. Political Philosophers and the Federal Principle. Publius Book, Boston 1987.
- Karl-Wilhelm Dahm, Werner Krawietz, Dieter Wyduckel (Hrsg.): Politische Theorie des Johannes Althusius. Berlin 1988.
- Thomas O. Hüglin: Sozietaler Föderalismus. Die politische Theorie des Johannes Althusius. Berlin / New York 1991.
- Horst Dreitzel: Althusius 1614. Zu Entwicklung und Grundlagen seiner ‚Politica‘. In: ders.: Absolutismus und ständische Verfassung in Deutschland. Ein Beitrag zu Kontinuität und Diskontinuität der Politischen Theorie in der Frühen Neuzeit. Mainz 1992, S. 17–32.
- Peter Nitschke: Johannes Althusius – oder: der Begriff des Politischen als theokratischer Reflex. In ders.: Staatsräson kontra Utopie? Stuttgart/Weimar 1995, S. 153–177.
- Giuseppe Duso, Werner Krawietz, Dieter Wyduckel (Hrsg.): Konsens und Konsoziation in der politischen Theorie des frühen Föderalismus. Berlin 1997.
- Thomas O. Hüglin: Early Modern Concepts for a Late Modern World. Althusius on Community and Federalism. Wilfrid Laurier University Press, Waterloo/Ontario 1999.
- Daniel J. Elazar, John Kincaid: The Covenant Connection. From Federal Theology to Modern Federalism. Lexington Books, Boston/Oxford 2000.
- Peter Blickle, Thomas O. Hüglin, Dieter Wyduckel (Hrsg.): Subsidiarität als rechtliches und politisches Ordnungsprinzip in Kirche, Staat und Gesellschaft. Berlin 2002.
- Emilio Bonfatti, Giuseppe Duso, Merio Scattola (Hrsg.): Politische Begriffe und Historisches Umfeld in der Politica Methodice Digesta des Johannes Althusius. Wiesbaden 2002.
- Horst Dreitzel: Althusius in der Geschichte des Föderalismus. In: Emilio Bonfatti, Giuseppe Duso, Merio Scattola (Hrsg.): Politische Begriffe und Historisches Umfeld in der Politica Methodice Digesta des Johannes Althusius. Wiesbaden, 2002. S. 50–112.
- Frederick S. Carney, Heinz Schilling, Dieter Wyduckel (Hrsg.): Jurisprudenz, Politische Theorie und Politische Theologie. Symposion zum 400. Jahrestag der Politica des Johannes Althusius 1603–2003. Berlin 2004.
- Henning Ottmann: Johannes Althusius oder Reformierte Politik auf Deutsch. Überblicksdarstellung. In: Henning Ottmann (Hrsg.): Geschichte des politischen Denkens, Die Neuzeit. Von Machiavelli bis zu den großen Revolutionen. Band 3/1, Stuttgart/Weimar 2006, S. 93 ff.
- Peter Nitschke: Das „Reich“ in der politischen Theorie des Johannes Althusius. In: Peter Nitschke, Mark Feuerle (Hrsg.): Imperium et Comitatus. Frankfurt 2009, S. 31–52.
- Corrado Malandrino, Dieter Wyduckel (Hrsg.): Politisch-rechtliches Lexikon der ‚Politica‘ des Johannes Althusius. Die Kunst der heilig-unverbrüchlichen, gerechten, angemessenen und glücklichen symbiotischen Gemeinschaft. Mit einer Einführung und kritischen Diskussion der ‚Politica‘. Duncker & Humblot, Berlin 2010, ISBN 978-3-428-12975-1.
- Philip A. Knöll: Staat und Kommunikation in der Politik des Johannes Althusius. Untersuchungen zur Politikwissenschaft in der frühen Neuzeit. Dissertation. Duncker & Humblot, Berlin 2011, ISBN 978-3-428-13539-4.
- Heinrich de Wall (Hrsg.): Reformierte Staatslehre in der frühen Neuzeit. Tagung der Johannes-Althusius-Gesellschaft in Erlangen 2010. Duncker & Humblot, Berlin 2014, ISBN 978-3-428-54238-3.